# Hans L. Minzloff
Hans Leopold Minzloff (* 4. April 1908 in Nanterre, Frankreich; † 24. April 1998 in Utting am Ammersee, Deutschland) war ein deutscher Kulturfilm-Produzent, Fotograf, Regisseur und Kameramann.

## Leben und Wirken
Minzloff, der Neffe des Filmarchitekten Hans Minzloff, hatte über seinen Onkel bereits Kontakte zur Kinobranche in Berlin erhalten und begann als Fotograf zu arbeiten. Seine praktische Ausbildung zum Kameramann erhielt er zu Beginn des Tonfilms und diente als Assistent dabei so erfahrenen Kameraleuten wie Curt Courant und Robert Baberske (etwa 1932 bei Die Abenteuer einer schönen Frau mit Lil Dagover in der Titelrolle). In der Übergangszeit von der Weimarer Republik zum Dritten Reich wechselte Minzloff zum Kulturfilm und fertigte kurze Dokumentationen (beispielsweise über die ungarische Hauptstadt Budapest) an. Mitte desselben Jahrzehnts besaß er seine eigene kleine Produktionsfirma, mit der Minzloff weiterhin dokumentarische Kurzfilme (bisweilen in eigener Regie) herstellte. 
Während des Zweiten Weltkriegs fertigte der mittlerweile der SS beigetretene Hans L. Minzloff im Rang eines Untersturmführers der SS-Standarte „Kurt Eggers“ Kamerabeiträge für die Deutsche Wochenschau an. Nach dem Krieg blieb Minzloff zunächst in Berlin und drehte dort auch weiterhin Dokumentationen, die das Leben dieser Stadt dokumentierten, etwa Kennen Sie Berlin? an der Seite des Kameraveterans Fritz Arno Wagner. Mit der Hans L. Minzloff Kultur- und Werbefilm Berlin besaß er auch erneut eine eigene kleine Produktionsfirma. 1963 fertigte er, in Zusammenarbeit mit Hermann Wallbrück, mit Der Teufel im Fleisch einen halbwissenschaftlichen Film zum Thema Geschlechtskrankheiten an. Später übersiedelte Minzloff nach Utting am Ammersee, wo er seinen Lebensabend verbrachte. Minzloff, dessen Tochter Claudia Minzloff über ihren Vater zum Film stieß und Cutterin wurde, starb knapp drei Wochen nach seinem 90. Geburtstag.

## Filmografie
Kurze Dokumentarfilme, wenn nicht anders angegeben
- 1933: Budapest, ein Stück ungarischer Geschichte (Regie)
- 1936: Schüler rudern (Regie, Produktion)
- 1936: Favorit des Haushalts (Produktion)
- 1938: Baden-Baden (Regie)
- 1939: Hohe Schule der Kraftfahrt (Produktion)
- 1939: Rekordjahr der Siege (Produktion)
- 1940–1944: diverse Wochenschaubeiträge (Kamera)
- 1950: Kennen Sie Berlin? (Langfilm, Kamera)
- 1954: Kostbare Minuten (Kamera)
- 1963: Der Teufel im Fleisch (Co-Regie, Co-Drehbuch, abendfüllender Lehrfilm mit Spielhandlung)